# Thomas Schröder (Poolbillardspieler)
Thomas Schröder (geb. vor 1981) ist ein deutscher Poolbillardspieler.

## Karriere
Bei der Jugend-Europameisterschaft 1981 erreichte Thomas Schröder das Finale im 8-Ball und unterlag dort dem Schweden Christer Lofstrand. 1982 wurde er im 8-Ball Dritter.
Im August 2002 gewann Schröder mit dem dritten Platz bei den Hungarian Open erstmals eine Medaille bei einem Euro-Tour-Turnier. Im Oktober 2002 gelang ihm bei den French Open der Einzug ins Finale, das er gegen Ralf Souquet verlor.
2005 erreichte Schröder bei der Deutschen Meisterschaft der Senioren das Finale im 9-Ball und verlor dieses gegen Günter Geisen. Ein Jahr später gewann er die Bronzemedaille im 9-Ball.